# Pthirus
Tot het geslacht Pthirus behoren twee soorten schaamluizen:
- Pthirus gorillae Ewing, 1927 (komt alleen voor bij gorilla's)
- Pthirus pubis (Linnaeus, 1758) (schaamluis)

## Kenmerken
Deze insecten hebben een gedrongen, afgeplat lichaam met extra stevige midden- en achterpoten met sterk vergrote klauwen. De smalle kop bevat twee antennen en ogen. De lichaamslengte bedraagt 1,5 tot 2,5 mm.

## Leefwijze
Deze trage, bloedzuigende dieren laten blauwe vlekjes op de huid achter, nadat ze hebben gedronken.

## Verspreiding
Deze familie komt wereldwijd voor waar zich mensen of apen bevinden.

## Voortplanting
Een legsel bestaat uit ongeveer 30 eitjes, die met een soort watervaste lijm aan de haren worden vastgeplakt. De ontwikkeling van ei tot volwassen dier bedraagt 4 weken.

## Besmetting
Via kleding, handdoeken, beddengoed, slaapzakken of intiem (seksueel) contact kunnen de insecten tussen mensen onderling worden overgedragen. Na een beet ontstaat jeuk, waarna iemand zich automatisch gaat krabben, waardoor wonden ontstaan, met als gevolg infecties. Ze zijn onplezierig, maar ze verspreiden geen ziekten.